# Arbanitis robertcollinsi
Espèce
Arbanitis robertcollinsi est une espèce d'araignées mygalomorphes de la famille des Idiopidae.

## Distribution
Cette espèce est endémique du Queensland Australie. Elle se rencontre dans le parc national de Lamington.

## Étymologie
Cette espèce est nommée en l'honneur de Robert Collins, pour son action en faveur du classement en parc national de la chaîne McPherson.

## Publication originale
- Raven & Wishart, 2006 : The trapdoor spider Arbanitis L. Koch (Idiopidae: Mygalomorphae) in Australia. Memoirs of the Queensland Museum, vol. 51, no 2, p. 531-557 (texte intégral).